# بگت (شهرستان نوکند)
بگت (به لاتین: Beget) یک منطقهٔ مسکونی در قرقیزستان است که در شهرستان نوکند واقع شده‌است. بگت ۲٬۰۰۵ نفر جمعیت دارد و ۶۴۶ متر بالاتر از سطح دریا واقع شده‌است.